# غريغوري جونغ
غريغوري جونغ هو عالم عقيدة ماليزي، ولد في 20 مايو 1925 في فيرق في ماليزيا، وتوفي في 28 يونيو 2008 في Jurong East ‏ في سنغافورة.